# Новый день (Мелитополь)
«Новый день» — старейшая газета Мелитополя. Издаётся с 1923 года. Ранее выходила под названиями «Советский путь», «Думка», «Радянський степ», «Серп и молот». Посвящена тематике Мелитополя и Мелитопольского района. Имеет статус коммунального предприятия, соучредителями которого являются Мелитопольский городской совет, Мелитопольский районный совет и трудовой коллектив газеты.

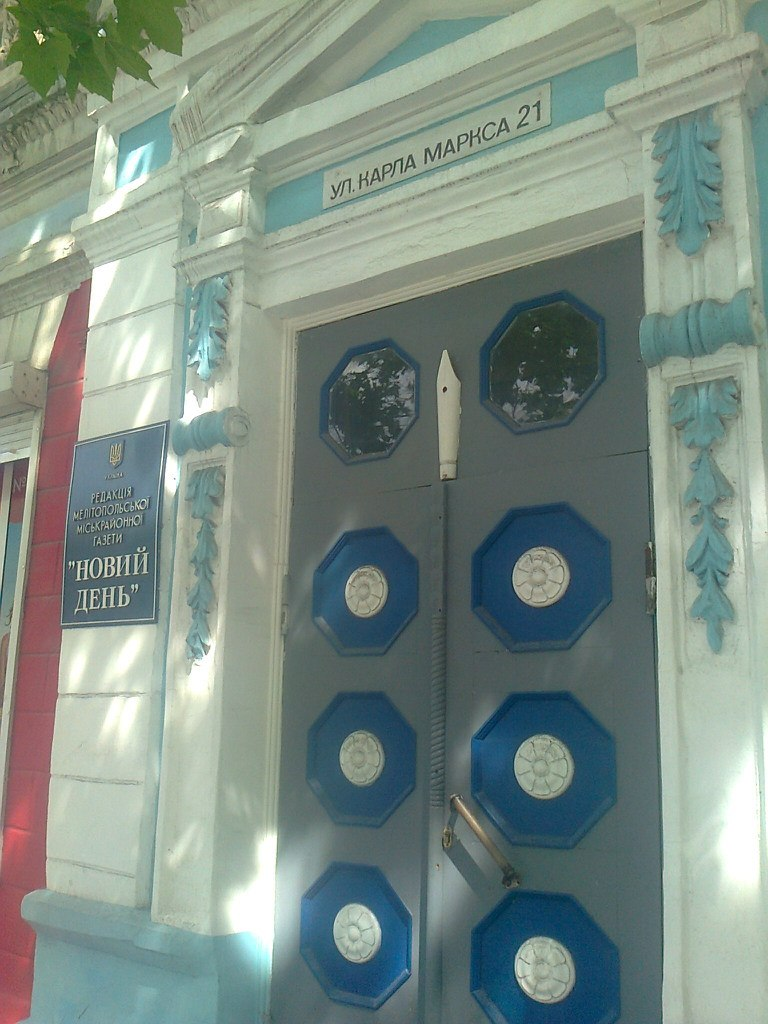
Редакция Новый день

## История
Первый номер газеты вышел 27 мая 1923 года. Первоначально газета позиционировалась как ежедневная рабоче-крестьянская газета и носила название «Советский путь». В 1924 году была переименовали в «Думку» (укр. мысль). Газета «Думка» была печатным органом парткома, исполкома и профбюро Мелитопольского округа. В 1925 году газета переименована в «Радянський степ» (укр. советская степь). Всё время своего существования редакция газеты располагалась в одном и том же здании на углу улиц Карла Маркса и Свердлова
В 1931 году при редакции газеты начало работу литературное объединение «Таврия», в котором участвовали многие местные поэты и прозаики.
В 1937 году, во время ежовщины, было возбуждено уголовное дело против Александра Нухимовича Векслера, редактора газеты «Радянський степ». Он обвинялся в троцкизме, в том, что хвалил Дайна (руководителя Токмакского района, где вскоре НКВД арестовал 12 человек) и Каплана (директора завода им. Микояна, обвинённого во вредительстве). Векслер был отстранён от работы в газете, выведен из состава бюро райкома и исключён из партии, а редактором газеты был назначен Третьяков.
В послевоенные годы газета «Серп и Молот» продолжала описывать жизнь города и района. На страницах газеты публиковались местные прозаики и поэты, выступали руководители города, инженеры городских заводов, рабочие-ударники. В 1959 году на базе редакции газеты была создана первичная организация журналистов. В 1957-1960 годах редактором газеті был Н. И. Пересунько, позднее возглавлявший "Запорожскую правду" .
В годы независимости Украины газета была преобразована в коммунальное предприятие. Трудовой коллектив внёс индивидуальную собственность, городской совет выделил газете занимаемое ею помещение, а районный совет предоставил средства и компьютеры. Договор об учреждении предприятия между трудовым коллективом, городским и районным советами был подписан в 1993 году.
В 2006 году здание редакции газеты было передано на баланс коммунальной собственности. Редакции был выделен только 2-й этаж, а все остальные помещения были приватизированы. Финансирование газеты в 2000-е годы осуществлялось из городского и районного бюджета по специальным программам. С 2007 года финансирование поступало как плата за услуги по публикации регуляторных актов городской и районной власти. В 2007 году газета столкнулась с серьёзными финансовыми трудностями. Были проблемы с отоплением помещения редакции, а из-за задолженности перед Мелитопольской городской типографией в ноябре 2007 года весь тираж газеты не был напечатан, и печать газеты пришлось перенести в Херсон.
С июля по ноябрь 2008 года газета оставалась без руководителя. Наконец, в ноябре 2008 года главным редактором газеты была выбрана Диляра Кудусова, уже бывшая на тот момент директором КП «Студия Мелитопольский район».
В конце 2011 года городские власти подняли вопрос о выселении редакции из занимаемого ею здания на улице Карла Маркса, но получили отпор со стороны районного совета, бывшего в 1993 году соучредителем газеты.
В 2015 году украинские парламентарии приняли закон о реформировании государственных и коммунальных печатных СМИ.
Однако, несмотря на принятый закон, мелитопольская газета «Новый день» не планирует закрываться.

## Главные редакторы
- Шахматов
- И. Ткачук
- Г. Лин
- Дрелевский
- Вилинов
- Александр Нахуимович Векслер — до 1937[5]
- Третьяков — с 1937[5]
- Я. Зильбер
- П. И. Севастьянов
- Векслер
- Рабинович — редактор ок. 1941
- Г. Сербин — с 19 января по декабрь 1947
- М. Т. Дымченко — ответственный редактор с 10 декабря 1947 по сентябрь 1953
- В. Максимов — редактор с 11 сентября 1953 по апрель 1958
- Николай Иванович Пересунько — редактор с 22 апреля 1958 по 1962
- Пётр Иванович Жагель — в 1963—1981 годах[13]
- Степан Кузьмич Ткаченко — редактор с 1982 по 1994
- А. Силаев — редактор с 1994
- Виктор Викторович Селезнёв — в 1996—2003 годах[14]
- Александр Анисимович Андрущенко — редактор в 2003[15]
- Т. В. Полухина — редактор с ноября 2003 по 2006
- Иванченко
- И. Рудь
- Алексей Сергеевич Громыко — и. о. ок. 2007[9] — июль 2008[10]
- Диляра Лутфиевна Кудусова — с 6 ноября 2008[11].